# 矢野マイケル
矢野 マイケル（やの マイケル、1979年1月22日 - ）は、ガーナ出身で日本国籍の元サッカー選手、元キックボクサー、ソングライター。俳優・モデルの矢野デイビットは実弟。

## 人物・来歴
ガーナにて、日本人の父とガーナ人の母の間に生まれる。10歳で日本に移住し、16歳からドイツのヴェルダー・ブレーメンユースに在籍。帰国後、清水エスパルスユースを経て、ヴィッセル神戸に入団。100メートルを10秒8で走る俊足が話題を集めた。その後、海外クラブのテスト受験などを経て、水戸ホーリーホック、サガン鳥栖でプレイ。鳥栖を退団後はイタリアのACペルージャのテストも受け、合格したが、結局引退。
引退後は仲間とともにユニット「Double Dogz Crew」として音楽活動を行っていたが、2004年にキックボクサーへと転身。アマチュアで6勝2敗の戦績を残し、2004年7月10日のIKUSAで菊池浩一とのプロデビュー戦が発表されていたが、体調不良となり欠場となった。
そして再び音楽活動に専念し、「BLENDZ」というグループで活動を始める。ちなみにデビュー曲「161K」はプロ野球・読売ジャイアンツのクルーン投手の登場曲に使われている。そのほかにもアジアリーグアイスホッケーの日本製紙クレインズのテーマソングも担当している。
近年はソングライターとしても活動しており、玉木宏や後藤真希、2PM+2AMに提供している。
2013年4月から実の兄弟で結成されたヴォーカルユニットYANO BROTHERSとしても活動している。
国際的評価の高い辻岡正人監督の映画「Dirty Heart」に出演したり、「BLENDZ」のメンバーIGOR（元Retro G-Style）とともに東京都社会人サッカーリーグでサッカーを続けていた。
2024年からユニット「Double Dogz Crew」を再始動し、本格的に音楽活動を再開。デビュー曲、Time Is Money (モウネエ)を各種配信サービスよりリリースしている。

## 所属クラブ
- ヴェルダー・ブレーメンユース
- 1996年 清水エスパルスユース
- 1997年-1998年 ヴィッセル神戸
- 2000年 水戸ホーリーホック
- 2001年 サガン鳥栖
- 2007年 東京ベイフットボールクラブ

## 個人成績
| 国内大会個人成績 | 国内大会個人成績 | 国内大会個人成績 | 国内大会個人成績 | 国内大会個人成績 | 国内大会個人成績 | 国内大会個人成績 | 国内大会個人成績  | 国内大会個人成績 | 国内大会個人成績 | 国内大会個人成績 | 国内大会個人成績 |
| 年度             | クラブ           | 背番号           | リーグ           | リーグ戦         | リーグ戦         | リーグ杯         | リーグ杯          | オープン杯       | オープン杯       | 期間通算         | 期間通算         |
| 年度             | クラブ           | 背番号           | リーグ           | 出場             | 得点             | 出場             | 得点              | 出場             | 得点             | 出場             | 得点             |
| 日本             | 日本             | 日本             | 日本             | リーグ戦         | リーグ戦         | リーグ杯         | リーグ杯          | 天皇杯           | 天皇杯           | 期間通算         | 期間通算         |
| ---------------- | ---------------- | ---------------- | ---------------- | ---------------- | ---------------- | ---------------- | ----------------- | ---------------- | ---------------- | ---------------- | ---------------- |
| 1997             | 神戸             | 37               | J                | 10               | 1                | 0                | 0                 |                  |                  |                  |                  |
| 1998             | 神戸             | 23               | J                | 3                | 0                | 1                | 0                 |                  |                  |                  |                  |
| 2000             | 水戸             | 35               | J2               | 13               | 0                | 2                | 1                 |                  |                  |                  |                  |
| 2001             | 鳥栖             | 32               | J2               | 20               | 2                | 2                | 0                 |                  |                  |                  |                  |
| 通算             | 日本             | 日本             | J1               | 13               | 1                | 1                | 0\|\|\|\|\|\|\|\| |                  |                  |                  |                  |
| 通算             | 日本             | 日本             | J2               | 33               | 2                | 4                | 1\|\|\|\|\|\|\|\| |                  |                  |                  |                  |
| 総通算           | 総通算           | 総通算           | 総通算           | 46               | 3                | 5                | 1\|\|\|\|\|\|\|\| |                  |                  |                  |                  |

## 出演

### 映画
- Dirty Heart（2009年11月28日公開）